# عومرة (أرحب)

تعديل مصدري - تعديل

عومرة هي إحدى قرى عزلة شعب بمديرية أرحب التابعة لمحافظة صنعاء، بلغ تعداد سكانها 536 نسمة حسب تعداد اليمن لعام 2004.